# Lampyris angustula
Lampyris angustula is een keversoort uit de familie glimwormen (Lampyridae). De wetenschappelijke naam van de soort is voor het eerst geldig gepubliceerd in 1895 door Fairmaire.